# Calle 68–Hunter College (línea de la Avenida Lexington)
La Calle 68 – Hunter College es una estación en la línea de la Avenida Lexington del Metro de Nueva York de la A del Interborough Rapid Transit Company. La estación se encuentra localizada en Upper East Side, Manhattan entre la Calle 68 Este y la Avenida Lexington. La estación es servida en varios horarios por diferentes trenes de los servicios  y . La estación también se conecta con el edificio oeste del Hunter College.